# Квециньский, Чеслав
Чеслав «Сибирский лесоруб» Квециньский (пол. Czesław "Syberyjski drwal" Kwieciński; 20 января 1943, Каунас, Рейхскомиссариат Остланд, Германия (ныне Литва)) — польский борец греко-римского стиля, двукратный призёр Олимпийских игр, трёхкратный призёр чемпионатов мира, десятикратный (1967, 1969, 1970, 1971, 1973, 1974, 1975, 1976, 1978, 1979) чемпион Польши. Участник пяти олимпиад, первый польский борец, завоевавший олимпийскую награду в греко-римской борьбе.

## Биография
Родился под Каунасом в 1943 году в семье Антония и Элжебет Квециньских. В 1948 году семья была выслана в Игарку. В Польшу Чеслав Квециньский репатриировался лишь в 1959 году и поселился в Пётркув-Трыбунальском. Считается , что именно тяжёлые сибирские условия в которых вырос Чеслав Квециньский, заложили в нём большую физическую силу.
Начал заниматься борьбой ещё в Сибири, продолжил в Пётркув-Трыбунальском, с 1962 года перешёл в Sile Mysłowice из Мысловице, где провёл всю карьеру.
В 1964 году стал чемпионом Польши среди юниоров.
На Летних Олимпийских играх 1964 года в Токио боролся в среднем весе (до 87 килограммов). За чистое поражение начислялись 4 штрафных балла, за поражение по очкам 3 штрафных балла, за ничью 2 штрафных балла, за победу по очкам 1 штрафной балл. Набравший 6  штрафных баллов спортсмен выбывал из турнира. Титул оспаривали 20 борцов.
Проиграв в первых двух встречах, молодой польский борец из турнира выбыл.
| Выступление на Олимпийских играх 1964 года | Выступление на Олимпийских играх 1964 года | Выступление на Олимпийских играх 1964 года | Выступление на Олимпийских играх 1964 года | Выступление на Олимпийских играх 1964 года | Выступление на Олимпийских играх 1964 года | Выступление на Олимпийских играх 1964 года |
| Круг                                       | Соперник                                   | Страна                                     | Результат                                  | Баллы                                      | Всего баллов                               | Время схватки                              |
| ------------------------------------------ | ------------------------------------------ | ------------------------------------------ | ------------------------------------------ | ------------------------------------------ | ------------------------------------------ | ------------------------------------------ |
| 1                                          | Лотар Метц                                 | Германия                                   | Поражение По очкам                         | -3                                         | -3                                         |                                            |
| 2                                          | Валентин Оленик                            | Союз Советских Социалистических Республик  | Поражение По очкам                         | -3                                         | -6                                         |                                            |

В 1965 году стал бронзовым призёром чемпионата мира. В 1966 году был десятым на чемпионате Европы, одиннадцатым на чемпионате мира. В 1967 году на чемпионате Европы остался пятым, на чемпионате мира десятым.
На Летних Олимпийских играх 1968 года в Мехико боролся в среднем весе (до 87 килограммов). В сравнении с предыдущими играми, регламент турнира остался прежним, с начислением штрафных баллов, но сменилось количество баллов, начисляемых за тот или иной результат встречи. Теперь за чистую победу штрафные баллы не начислялись, за победу с явным преимуществом начислялось 0,5 штрафных балла, за победу по очкам 1 балл, за ничью 2 или 2,5 балла, за поражение с явным преимуществом соперника 3,5 балла и за чистое поражение 4 балла. Как и прежде, борец, набравший 6 штрафных баллов, из турнира выбывал. Титул оспаривали 19 борцов.
Чеслав Квециньский выиграл две и проиграл две встречи, из турнира выбыл.
| Выступление на Олимпийских играх 1968 года | Выступление на Олимпийских играх 1968 года | Выступление на Олимпийских играх 1968 года | Выступление на Олимпийских играх 1968 года | Выступление на Олимпийских играх 1968 года | Выступление на Олимпийских играх 1968 года | Выступление на Олимпийских играх 1968 года |
| Круг                                       | Соперник                                   | Страна                                     | Результат                                  | Баллы                                      | Всего баллов                               | Время схватки                              |
| ------------------------------------------ | ------------------------------------------ | ------------------------------------------ | ------------------------------------------ | ------------------------------------------ | ------------------------------------------ | ------------------------------------------ |
| 1                                          | Ласло Силлай                               | Венгрия                                    | Победа По очкам                            | -1                                         | -1                                         |                                            |
| 2                                          | Хулио Граффинья                            | Аргентина                                  | Победа Туше                                | 0                                          | -1                                         | 2:56                                       |
| 3                                          | Валентин Оленик                            | Союз Советских Социалистических Республик  | Поражение По очкам                         | -3                                         | -4                                         |                                            |
| 4                                          | Уэйн Бауман                                | Соединённые Штаты Америки                  | Поражение По очкам                         | -3                                         | -7                                         |                                            |

В 1970 году завоевал серебряную медаль чемпионата мира, а на чемпионате Европы был лишь шестым. В 1972 году на чемпионате Европы остался четвёртым.
На Летних Олимпийских играх 1972 года в Мюнхене боролся в полутяжёлом весе (до 90 килограммов). Регламент турнира остался прежним. Титул оспаривали 13 борцов.
В финал вышли три борца: советский спортсмен Валерий Резанцев, югослав Йосип Чорак и Квециньский.  Резанцев выиграл и у Квециньского, и у Чорака, завоевав золотую медаль. Встреча между Квециньским и Чораком состоялась ещё в третьем круге, и была сведена вничью. Но поскольку в целом Квециньский проигрывал по штрафным баллам, он остался с бронзовой медалью.
| Выступление на Олимпийских играх 1972 года | Выступление на Олимпийских играх 1972 года | Выступление на Олимпийских играх 1972 года | Выступление на Олимпийских играх 1972 года | Выступление на Олимпийских играх 1972 года | Выступление на Олимпийских играх 1972 года | Выступление на Олимпийских играх 1972 года |
| Круг                                       | Соперник                                   | Страна                                     | Результат                                  | Баллы                                      | Всего баллов                               | Время схватки                              |
| ------------------------------------------ | ------------------------------------------ | ------------------------------------------ | ------------------------------------------ | ------------------------------------------ | ------------------------------------------ | ------------------------------------------ |
| 1                                          | Лотар Метц                                 | Германская Демократическая Республика      | Ничья                                      | -2                                         | -2                                         |                                            |
| 2                                          | Стоян Николов                              | Болгария                                   | Победа По очкам                            | -1                                         | -3                                         |                                            |
| 3                                          | Йосип Чорак                                | Югославия                                  | Ничья                                      | -2                                         | -5                                         |                                            |
| 4                                          |                                            |                                            |                                            |                                            |                                            |                                            |
| 5                                          | Йожеф Перчи                                | Венгрия                                    | Победа Туше                                | 0                                          | -5                                         | 2:04                                       |
| Финал                                      | Валерий Резанцев                           | Союз Советских Социалистических Республик  | Поражение По очкам                         |                                            |                                            |                                            |

В 1973 году вновь стал вице-чемпионом мира, на чемпионате Европы был восьмым. В 1974 и 1975 года на чемпионатах Европы оставался четвёртым, на чемпионатах мира седьмым. В 1976 году был третьим на Гран-при Германии.
На Летних Олимпийских играх 1976 года в Монреале боролся в полутяжёлом весе (до 90 килограммов). Регламент турнира остался в основном прежним. Титул оспаривали 13 борцов.
К финалу Чеслав Квециньский уже не мог рассчитывать на золотую медаль, так как её уже себе обеспечил Валерий Резанцев ещё до финала. В схватке за «серебро» Чеслав Квециньский был дисквалифицирован и остался с бронзовой медалью игр.
| Выступление на Олимпийских играх 1976 года | Выступление на Олимпийских играх 1976 года | Выступление на Олимпийских играх 1976 года | Выступление на Олимпийских играх 1976 года | Выступление на Олимпийских играх 1976 года | Выступление на Олимпийских играх 1976 года | Выступление на Олимпийских играх 1976 года | Выступление на Олимпийских играх 1976 года |
| Круг                                       | Соперник                                   | Страна                                     | Результат                                  | Счёт                                       | Баллы                                      | Всего баллов                               | Время схватки                              |
| ------------------------------------------ | ------------------------------------------ | ------------------------------------------ | ------------------------------------------ | ------------------------------------------ | ------------------------------------------ | ------------------------------------------ | ------------------------------------------ |
| 1                                          |                                            |                                            |                                            |                                            |                                            |                                            |                                            |
| 2                                          | Садао Сато                                 | Япония                                     | Победа                                     | Туше                                       | 0                                          | 0                                          | 2:00                                       |
| 3                                          | Хашем Колахи                               | Иран                                       | Победа                                     | Туше                                       | 0                                          | 0                                          | 0:12                                       |
| 4                                          | Валерий Резанцев                           | Союз Советских Социалистических Республик  | Поражение                                  | 3-9                                        | -3                                         | -3                                         | 9:00                                       |
| 5                                          | Дарко Нишавич                              | Югославия                                  | Победа                                     | Неявка                                     | 0                                          | -3                                         | 0:00                                       |
| 6                                          | Стоян Николов                              | Болгария                                   | Поражение                                  | Дисквалификация                            |                                            |                                            | 6:46                                       |

В 1977 году на чемпионате мира остался пятым, в 1978 на Гран-при Германии также пятым, на чемпионате Европы шестым, на чемпионате мира четвёртым. В 1979 году стал бронзовым призёром Гран-при Германии и остался пятым на чемпионате мира. В 1980 повторил успех на Гран-при Германии, на чемпионате Европы был лишь шестым.
На Летних Олимпийских играх 1980 года в Москве боролся в полутяжёлом весе (до 90 килограммов). Регламент турнира остался в основном прежним. Титул оспаривали 15 борцов.
37-летний Чеслав Квециньский уже не мог соперничать с более молодыми борцами, и в трёх встречах проиграв две, из турнира выбыл. На этих играх он был знаменосцем олимпийской команды Польши.
| Выступление на Олимпийских играх 1980 года | Выступление на Олимпийских играх 1980 года | Выступление на Олимпийских играх 1980 года | Выступление на Олимпийских играх 1980 года | Выступление на Олимпийских играх 1980 года | Выступление на Олимпийских играх 1980 года | Выступление на Олимпийских играх 1980 года | Выступление на Олимпийских играх 1980 года |
| Круг                                       | Соперник                                   | Страна                                     | Результат                                  | Счёт                                       | Баллы                                      | Всего баллов                               | Время схватки                              |
| ------------------------------------------ | ------------------------------------------ | ------------------------------------------ | ------------------------------------------ | ------------------------------------------ | ------------------------------------------ | ------------------------------------------ | ------------------------------------------ |
| 1                                          | Жамцын Бор                                 | Монголия                                   | Победа                                     | 11-3 За явным преимуществом                | 0,5                                        | 0,5                                        | 9:00                                       |
| 2                                          | Фрэнк Андерссон                            | Швеция                                     | Поражение                                  | 0-19 За явным преимуществом                | -4                                         | -4,5                                       | 9:00                                       |
| 3                                          | Игорь Каныгин                              | Союз Советских Социалистических Республик  | Поражение                                  | 2-10                                       | -3,5                                       | -8                                         | 9:00                                       |

После игр оставил карьеру в большом спорте. Работал учителем физкультуры в Мысловицах, почётный гражданин этого города, затем переехал в Гливице, где основал транспортную компанию Motrans.
Заслуженный мастер спорта. Награждён дважды серебряной и трижды бронзовой медалью «За выдающиеся достижения в спорте». Кавалер и офицер Ордена Возрождения Польши.
Женат, имеет сына и дочь. Жена рекордсменка мира по метанию копья, бронзовый призёр чемпионата Европы Ева Грызецкая.
Живёт в Гливице